# Jumper
För andra betydelser, se Jumper (olika betydelser).
En jumper (engelska jump, hopp) är ett slags tröja. Det är en kort, figursydd tröja, oftast rundhalsad, med långa eller korta ärmar. Ordet kommer från brittisk engelska (på amerikansk engelska syftar det på en ärmlös klänning som bärs utanpå en topp).
Jumpern blev först populär som atletisk sporttröja i början av 1900-talet och fick sitt namn på 1920-talet. Det är främst ett damplagg utanför sportvärlden.

## Galleri

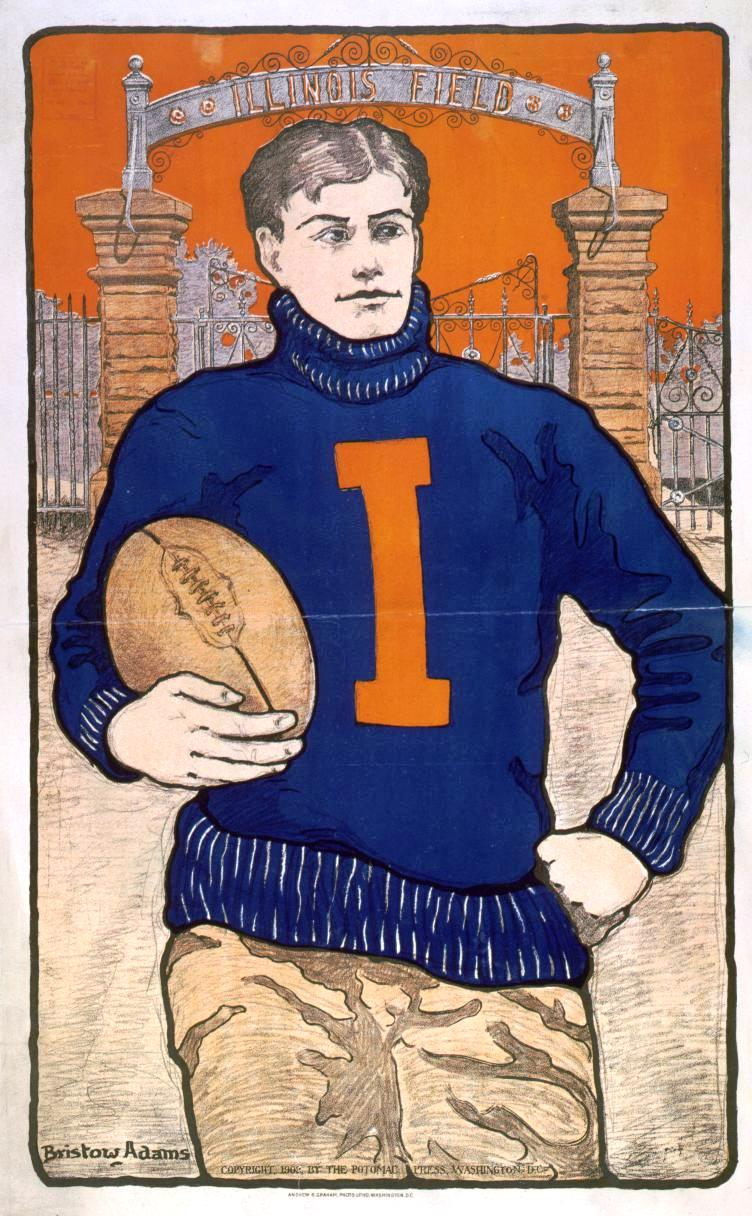
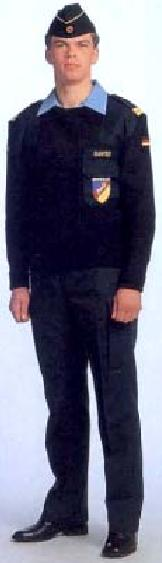
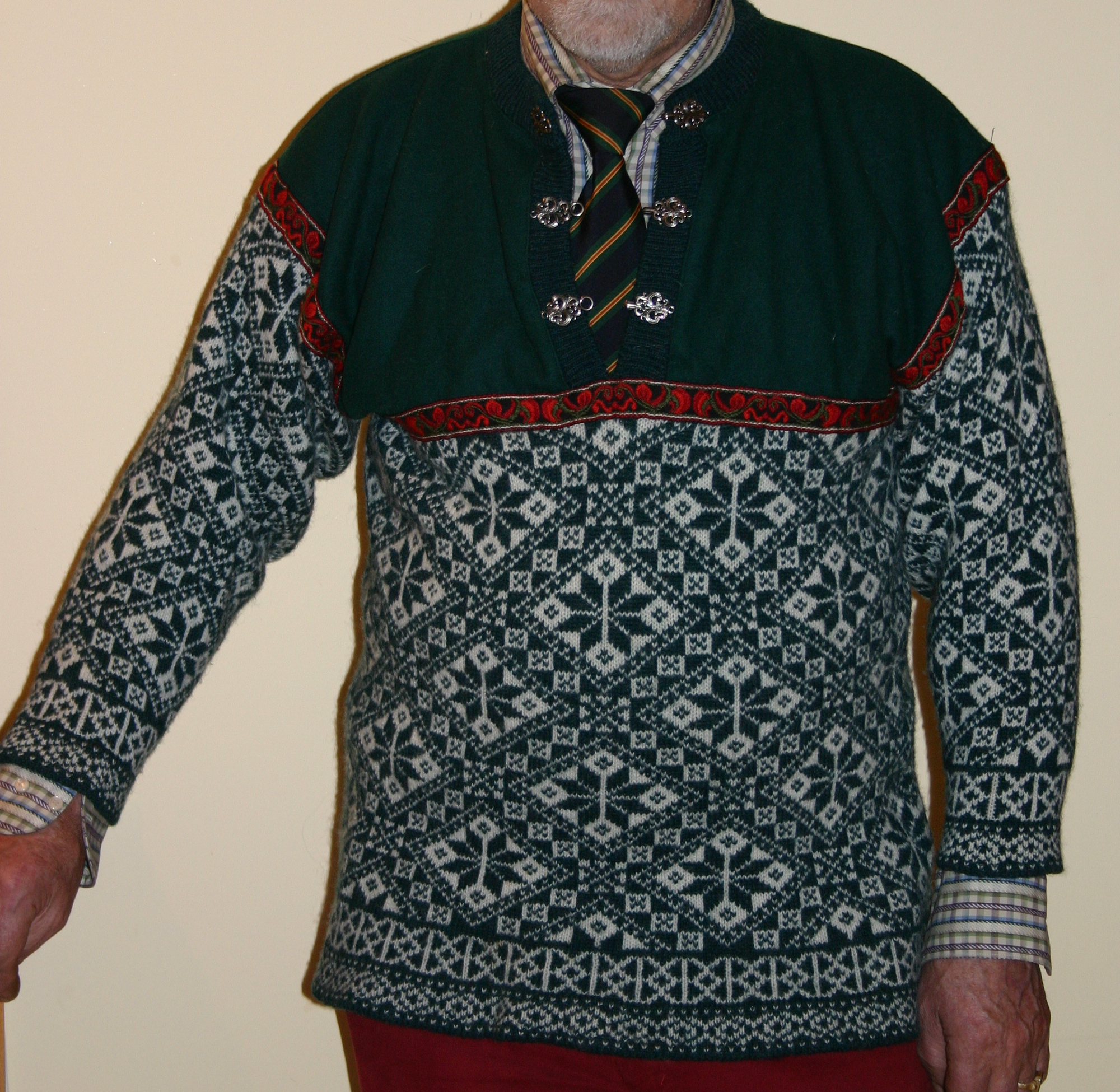
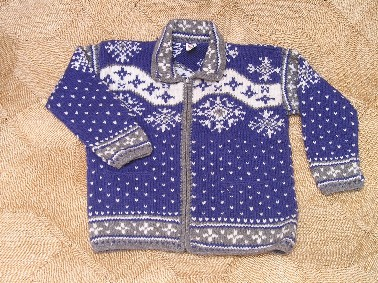
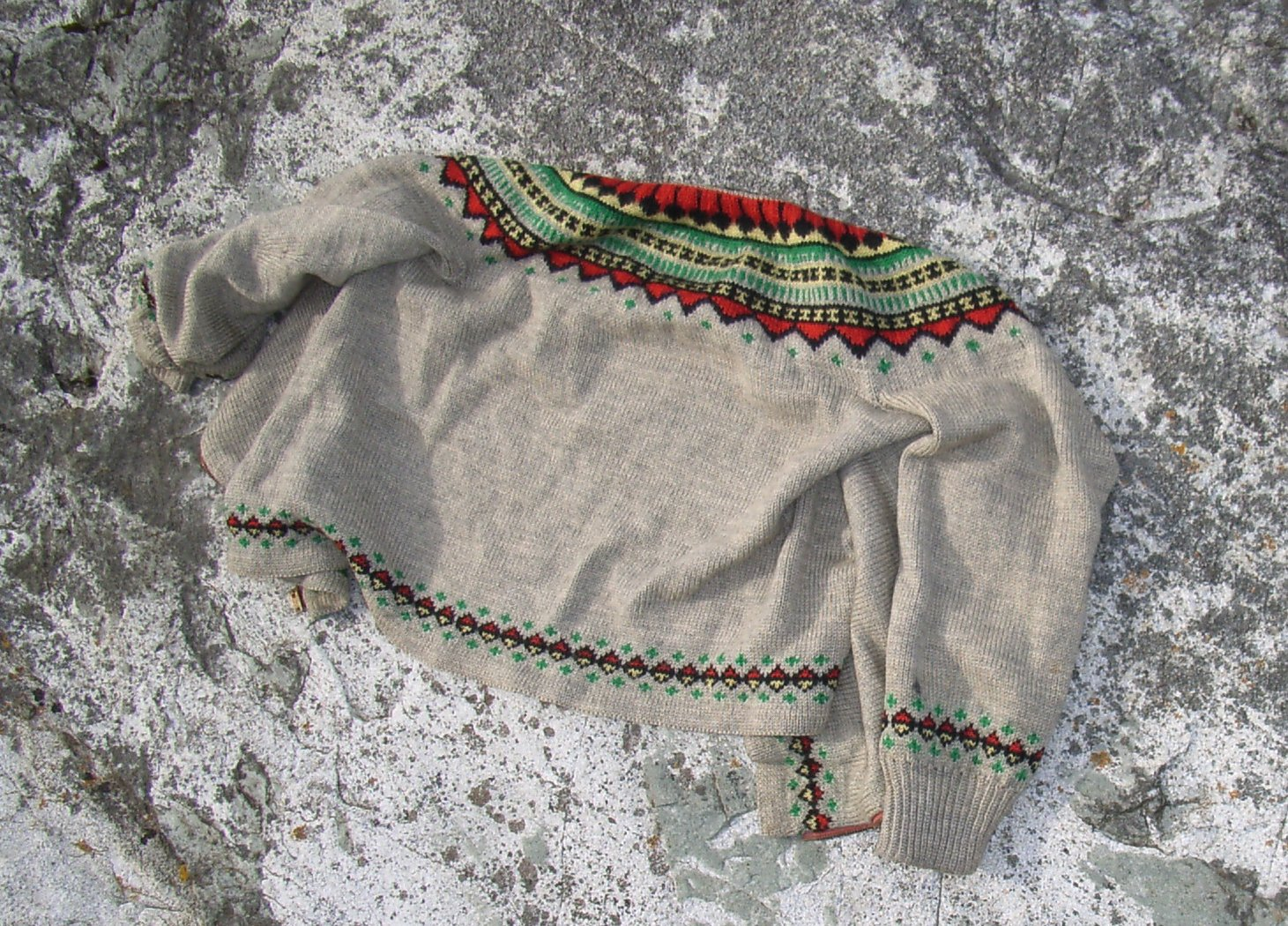
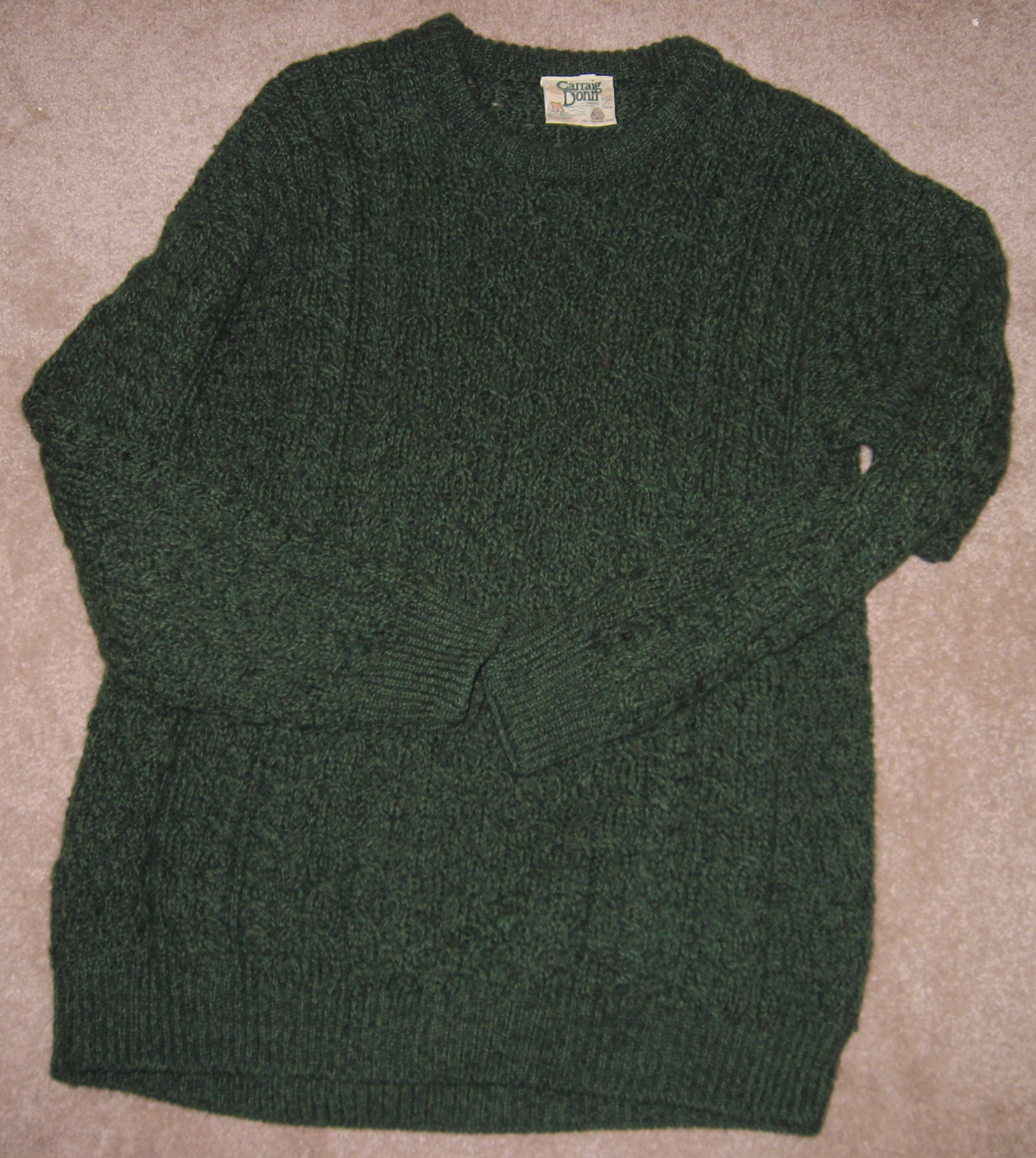
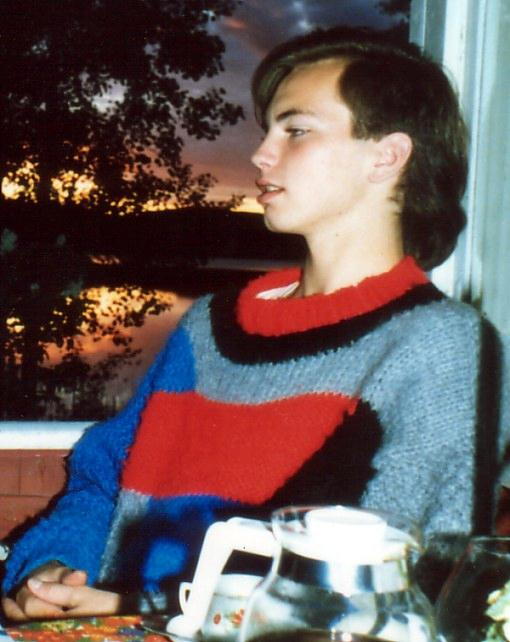